# Katharina Schüttler
Katharina Schüttler (20 de octubre de 1979, Colonia, Alemania) es una premiada actriz alemana de cine y televisión. Es conocida internacionalmente por sus papeles de Clara Rosenbaum en La promesa (2011) y como Greta Müller en la obra televisiva Hijos del Tercer Reich (2013).

## Biografía
Su padre es actor, director y antiguo director de teatro, y su madre es autora teatral. Tras el instituto estudió interpretación en la Hochschule für Musik, Theater und Medien Hannover entre 1999 y 2003. Después de graduarse de la escuela secundaria, Schüttler estudió actuación de 1999 a 2002 en la Universidad de Música y Drama de Hannover. 
Katharina Schüttler creció con dos hermanos en Colonia. Su padre es el actor, director y exdirector de teatro Hanfried Schüttler, y su madre es autora teatral.

## Educación y teatro
Después de graduarse, Schüttler estudió actuación de 1999 a 2002 en la Hochschule für Musik und Theater Hannover.
En 2002, interpretó el papel principal en el estreno en alemán de la obra de teatro Lolita, dirigida por Peter Kastenmüller en el Schauspiel Hannover, convenciendo tanto a críticos como al público. Luego, desempeñó otros roles teatrales, como Tine en Das kalte Kind de Marius von Mayenburg (2002; Schaubühne am Lehniner Platz, dirigida por Luk Perceval) y el papel principal en Die Jungfrau von Orleans de Schiller (2004; Schauspiel Hannover, dirigida por Peter Kastenmüller).
Katharina Schüttler prefiere interpretar roles radicales en los que las personas están atrapadas en situaciones existenciales. Se considera una actriz "con una predilección por roles extremos". Por ejemplo, desde 2005 hasta 2007, actuó en la Schaubühne am Lehniner Platz de Berlín en la obra Zerbombt de Sarah Kane, donde interpretó a Cate junto a Ulrich Mühe y Thomas Thieme.
Por su interpretación de Hedda Gabler de Ibsen, fue elegida como la Actriz del Año en la encuesta de críticos de la revista Theater heute en 2006, convirtiéndose en la más joven en recibir este premio hasta la fecha. Además, ganó el premio Faust-Theater en 2006 en la categoría de Mejor Actuación Teatral por la misma producción.
Sobre la producción de Hedda Gabler en el Berliner Theatertreffen 2006:

"Uno de los puntos culminantes del encuentro fue la Hedda Gabler de Ibsen de la Schaubühne Berlin con la joven de 26 años Katharina Schüttler en el papel principal. Tan elegante como aburrida, la Hedda de Schüttler irradia una confianza en sí misma que, según Theater heute, 'encarna el estado actual de la emancipación'. Aunque también ha tenido éxito en el cine, Schüttler permanece en el teatro y está en camino de convertirse en la próxima estrella alemana."
Schotts Almanach 2007

Entre sus otros roles en su teatro principal, la Schaubühne de Berlín, se encuentran Ulrike en Trauer muss Elektra tragen (2006; dirigida por Thomas Ostermeier) y el papel principal en Penthesilea de Kleist (2008; dirigida por Luk Perceval).
Schüttler es miembro de la Academia de Cine de Alemania y de la Academia Alemana de Artes Escénicas.

## Vida personal
Katharina Schüttler está casada con el director Till Franzen. Tienen dos hijas juntos y viven en Berlín-Prenzlauer Berg.

## Filmografía
Flmografía de Katharina Schüttler:
- Die Lok (1993) - La locomotora
- Die innere Sicherheit (2000) - La seguridad interna
- Das weiße Rauschen (2001) - El ruido blanco
- Sophiiiie! (2002) - ¡Sophiiiie!
- Freitagnacht (2002) - Noche de viernes
- Der Boxer und die Friseuse (2004) - El boxeador y la peluquera
- Wahrheit oder Pflicht (2005) - Verdad o consecuencia
- 3° kälter (2005) - 3 grados más frío
- Die Eisbombe (2007) - La bomba de hielo
- Ganz nah bei Dir (2009) - Muy cerca de ti
- Es kommt der Tag (2009) - Llega el día
- Die zwei Leben des Daniel Shore (2009) - Las dos vidas de Daniel Shore
- Lila, Lila (2009) - Lila, Lila
- Carlos – Der Schakal (2010) - Carlos, el chacal
- Aghet – Ein Völkermord (2010)
- What a Man (2011) - ¡Menuda pieza!
- Simon (Simon och ekarna) (2011) - Simon
- Schutzengel (2012) - Ángel de la guarda
- Oh Boy (2012) - Oh chico
- El pescador y su esposa, parte del ciclo Los mejores cuentos de hadas (2013)
- Hijos del Tercer Reich (2013)
- Freier Fall (2013) - Caída libre
- Vaterfreuden (2014) - Alegrías de ser padre
- Amour Fou (2014) - Amor loco
- Zeit der Kannibalen (2014) - Tiempo de caníbales
- Alles ist Liebe (2014) - Todo es amor
- Elser – Er hätte die Welt verändert (2015) - Elser: Él habría cambiado el mundo
- Heidi (2015) - Heidi
- Jeder stirbt für sich allein (Alone in Berlin) (2016) - Cada uno muere solo
- Rico, Oskar und der Diebstahlstein (2016) - Rico, Oscar y la piedra de robar
- Die Welt der Wunderlichs (2016) - El mundo de los Wunderlich
- Lou Andreas-Salomé (2016) - Lou Andreas-Salomé
- The King’s Choice – Angriff auf Norwegen (Kongens nei) (2016) - La elección del rey: Ataque a Noruega
- Freddy/Eddy (2016) - Freddy/Eddy
- Tian – Das Geheimnis der Schmuckstraße (2017) - Tian: El misterio de la calle Joyas
- Klassentreffen 1.0 (2018) - Reencuentro de clase 1.0
- Die Hochzeit (2020) - La boda
- Der Überläufer (2020) - El desertor
- Die Zukunft ist ein einsamer Ort (2021) - El futuro es un lugar solitario

## Películas para televisión
- Svens Geheimnis (1995) - El secreto de Sven
- Der Schrei der Liebe (1997) - El grito del amor
- Ausgerastet (1997) - Fuera de control
- Schande (1999) - Vergüenza
- Alles auf die Siebzehn (1999) - Todo a los diecisiete
- Hin und weg (1999) - De ida y vuelta
- Vom Himmel das Blaue (1999) - El azul del cielo
- Weihnachten (2002) - Navidad
- Sehnsucht (2004) - Anhelo
- Der Boxer und die Friseuse (2004) - El boxeador y la peluquera
- Der Vater meiner Schwester (2005) - El padre de mi hermana
- Vorsicht Schwiegermutter! (2005) - ¡Cuidado con la suegra!
- Hedda Gabler (2006) - Hedda Gabler
- Mein Leben – Marcel Reich-Ranicki (2009) - Mi vida - Marcel Reich-Ranicki
- Aghet – Ein Völkermord (2010) - Aghet - Un genocidio
- Die Akte Golgatha (2010) - El expediente Golgota
- Schurkenstück (2010) - Jugada de villanos
- Unsere Mütter, unsere Väter (2013) - Nuestras madres, nuestros padres
- Vom Fischer und seiner Frau (2013) - Del pescador y su mujer
- Clara Immerwahr (2014) - Clara Immerwahr
- Stille Nächte (2014) - Noches silenciosas
- Grzimek (2015) - Grzimek
- Ku’damm 56 (2016) - Ku’damm 56
- Seit Du da bist (2016) - Desde que estás aquí
- Ellas Baby (2017) - El bebé de ellas
- Der 7. Tag (2017) - El séptimo día
- Hausbau mit Hindernissen (2017) - Construyendo una casa con obstáculos
- So weit das Meer (2019) - Hasta donde alcanza el mar
- Fast perfekt verliebt (2019) - Casi perfectamente enamorado
- Nimm Du ihn (2019) - Tómalo tú
- Weihnachten im Schnee (2019) - Navidad en la nieve
- Charlotte Link – Im Tal des Fuchses (2019) - Charlotte Link - En el valle del zorro
- Das Weiße Haus am Rhein (2021) - La casa blanca en el Rin
- Alice (2022) - Alice
- Weil wir Champions sind (2023) - Porque somos campeones

## Series de televisión
- Katharina Schüttler en Internet Movie Database (en inglés).